# 木瓜腎圓盾介殼蟲
木瓜腎圓盾介殼蟲（学名：Aonidiella inornata）为盾介殼蟲科腎圓盾介殼蟲屬下的一个种。